# Dent de Cons
Dent de Cons (2062 m n.p.m.) – szczyt w Massif des Bauges, części Préalpes de Savoie w Alpach Zachodnich. Leży we wschodniej Francji w regionie Owernia-Rodan-Alpy. 